# Круглое (Амурская область)
Кру́глое — село в Белогорском районе Амурской области, Россия.
Входит в Васильевский сельсовет.

## География
Село Круглое стоит на левом берегу реки Томь (левый приток Зеи), восточнее (выше по течению) от Белогорска.
Расстояние до Белогорска (через Междугранку, Васильевку и Павловку) — 22 км.
Административный центр Васильевского сельсовета село Васильевка стоит в 18 км западнее (вниз по левому берегу Томи).
На восток от села Круглое идёт дорога к селу Новое.

## Население
| 2002 | 2010 | 2012 | 2013 | 2014 | 2015 | 2016 |
| ---- | ---- | ---- | ---- | ---- | ---- | ---- |
| 187  | ↘95  | ↘91  | ↗98  | ↘92  | ↘88  | ↘78  |
| 2017 | 2018 |      |      |      |      |      |
| →78  | ↘69  |      |      |      |      |      |

## Инфраструктура
- Сельскохозяйственные предприятия Белогорского района.